# Trang
Trang (tajski: ตรัง) – miasto w południowej Tajlandii, w środkowej części Półwyspu Malajskiego, w pobliżu ujścia rzeki Trang do Morza Andamańskiego, ośrodek administracyjny prowincji Trang. Około 67 tys. mieszkańców.